# Bali Ledo
Bali Ledo is een bestuurslaag in het regentschap West-Soemba van de provincie Oost-Nusa Tenggara, Indonesië. Bali Ledo telt 1641 inwoners (volkstelling 2010).